# Tully, Somme

Tully este o comună în departamentul Somme, Franța. În 1 ianuarie 2022 avea o populație de 544 de locuitori.